# Макгарви, Фрэнк
Френсис Питер Макгарви (англ. Francis Peter McGarvey; 17 марта 1956, Глазго — 1 января 2023) — шотландский футболист, игравший на позиции нападающего. Выступал, в частности, за клуб «Селтик», а также национальную сборную Шотландии.

## Клубная карьера
Фрэнк Макгарви перешёл из юношеской команды «Колстон» в «Кайлсит Рейнджерс» в сезоне 1974/75, где сразу стал лучшим бомбардиром, забив 21 гол в сезоне. Его заметил Алекс Фергюсон, который в то время тренировал «Сент-Миррен», и пригласил Фрэнка в Пейсли. Макгарви дебютировал за новую команду 26 апреля 1975 года и скоро стал игроком основного состава, забив 17 мячей в сезоне и помог «Сент-Миррену» стать победителем Первого дивизиона.
Прекрасная форма Макгарви привлекла внимание Боба Пейсли, и в мае 1979 года, Фрэнк перешёл в «Ливерпуль» за 270 000 фунтов стерлингов. Тем не менее его пребывание в клубе продолжалось всего 10 месяцев. Не имея возможности пробиться в основной состав МакГарви захотел сменить клуб. Поэтому вскоре «Ливерпуль» принял предложение в размере 270 000 фунтов стерлингов от «Селтика» и в марте 1980 года, Фрэнк перешёл в состояние «кельтов» став самым дорогим футболистом Шотландии того времени. Он сыграл за команду из Глазго следующие пять сезонов своей игровой карьеры. Большую часть времени, проведённого в составе «Селтика», был основным игроком атакующего звена команды. В составе «Селтика» был одним из главных бомбардиров команды, имея среднюю результативность на уровне 0,46 гола за игру первенства. Тем не менее тогдашний тренер «Селтика» Дэвид Хей решил сделать Мо Джонстона и Брайана Макклера основными игроками атакующего звена в сезоне 1985/86 и отказался продлевать контракт с Макгарви.
В 1985 году Фрэнк вернулся в «Сент-Миррен». В сезоне 1990/91 он был играющим тренером команды «Куин оф зе Саут», а с 1991 по 1993 год играл за команду «Клайд». Завершил профессиональную игровую карьеру в любительском клубе «Шоттс Бон Аккорд», за команду которого выступал на протяжении 1993—1995 годов.

## Выступления за сборную
В 1979 году дебютировал в официальных матчах в составе национальной сборной Шотландии. В течение карьеры в национальной команде, которая длилась 6 лет, провёл в форме главной команды страны 7 матчей.

## Смерть
Умер 1 января 2023 года.

## Достижения

### «Селтик»
- Чемпионат Шотландии
  - Чемпион (2): 1980/81, 1981/82
- Кубок Шотландии
  - Обладатель (2): 1979/80, 1984/85
  - Финалист (1): 1983/84
- Кубок шотландской лиги
  - Обладатель (1): 1982/83

### «Сент-Миррен»
- Кубок Шотландии
  - Обладатель (1): 1986/87